# جوزيف ديبوليتو
جوزيف تشارلز ديبوليتو (28 ديسمبر 1914). - 14 يناير 1974)، المعروف أيضًا باسم جو ديب ، كان عضوًا في المافيا الأمريكية الإيطالية في عائلة الجريمة لوس انجلوس . نجل زميل المافيا سلفاتوري شارلز ديبوليتو (المعروف باسم تشارلي ديب)، ارتقى جو ديب ليصبح رئيسا لعائلة الجريمة في لوس أنجلوس. وقد ظهر في كتاب المافيا بقلم اوفيد دومارس

## سيرة شخصية
ولد جوزيف ديبوليتو في 28 ديسمبر 1914 في بروكلين ، نيويورك ، لوالديه سلفاتوري تشارلز وأنجيلينا ديبوليتو. كان والده معروفًا باسم تشارلي ديب. أثناء الحضر ، قضى جوزيف ديبوليتو عقوبة السجن لمدة عام بتهمة نقل المشروبات الكحولية بشكل غير قانوني والتي كانت جناية. بعد إطلاق سراحه من السجن، انتقل جو ديبوليتو من نيويورك إلى فونتانا ، بالقرب من سان برناردينو، كاليفورنيا ، حيث انتقل والديه. في نهاية المطاف، حققت العائلة أرباحًا كبيرة من بيع الماس الذي تم شراؤه خلال فترة الكساد الكبير بأسعار منافسة من نيويورك، في أونتاريو، ولوس أنجلوس، كاليفورنيا.
لاحقًا، أثبت جو ديبوليتو أنه قاتل مافيا كفؤ. كان رجلاً كبيرًا وعضليًا قال جيمي فراتياننو إنه "بني مثل مصارع الوزن الثقيل ". في سبتمبر 1949، أمر جاك دراجنا فراتيانو بإعداد وقتل فرانك نيكولي الموالي لميكي كوهين ، الذي أطلق سراحه بكفالة. دعا جيمي نيكولي إلى منزله في ويستشستر خلال عيد العمال عام 1949 لتناول البيرة. حاول فراتيانو في البداية إقناع نيكولي بإنهاء ولائه الطويل لرئيس الغوغاء ميكي كوهين. وعندما لم تنجح هذه الجهود، عرف فراتياننو أن نيكولي سيُقتل. بعد بضع دقائق، "تفاجأ" جيمي بالطرق على باب منزله، فأجابه. دعا جيمي ضيفه الجديد، الذي كان جو ديب. ترك جيمي الباب الأمامي مفتوحًا جزئيًا، بصوت ودود، وسأل نيكولي: "هل قابلت جو ديب من قبل؟" قال نيكولي لا، وقام لمصافحة جو ديب. صافح ديبوليتو يد نيكولي ثم لفه بسرعة في عناق دب عكسي. فراتيانو وسام برونو، اللذان اندفعا أيضًا إلى المنزل، وضعا حبلًا حول رقبة نيكولي وخنقاه حتى الموت. 

## ملحوظات
1. ↑  King, Gary C. (2001). An Early Grave. New York: St. Martin's Paperbacks. pp. 8-9